# Comandos Populares
Comandos Populares (Nederlands: Opdrachten van het Volk, CP) was de benaming van een Chileense populistische politieke partij die van 1958 tot 1965 bestond.
De partij werd opgericht door Ramón Álvarez Goldsack om de kandidatuur van Jorge Alessandri bij de presidentsverkiezingen van 1958 te ondersteunen. In 1962 traden de CP toe tot het Frente Democrático de Chile (Democratisch Front van Chili), een coalitie van centrumrechtse partijen. In 1963 steunde de partij presidentskandidaat Julio Durán.
In 1965 werd de partij ontbonden en traden haar leden toe tot de Acción Nacional (Nationale Actie), een partij die op haar beurt een van de constituerende leden van de Partido Nacional werd (1966).

## Verkiezingsuitslagen
| Jaar | Aantal afgevaardigden (totaal aantal zetels tussen haakjes) | Aantal senatoren (totaal aantal zetels tussen haakjes) |
| ---- | ----------------------------------------------------------- | ------------------------------------------------------ |
| 1961 | 0 (147)                                                     | 0 (45)                                                 |
| 1965 | 0 (147)                                                     | 0 (45)                                                 |